# Greg Tribbett
Greg Tribbet pseud. Gurrg lub Güüg (ur. 7 listopada 1968 w Peorii) – amerykański gitarzysta, założyciel i muzyk grupy muzycznej Mudvayne. Od 2006 roku gra także w zespole Hellyeah.
Ma dwóch braci, z których jeden (Derrick) jest wokalistą zespołu Make-Shift Romeo, drugi natomiast pomocnikiem technicznym perkusisty Slipknota.

## Instrumentarium
- Washburn WV66GT Greg Tribbett Signature Series Guitar[4]